# 169th Fighter Wing

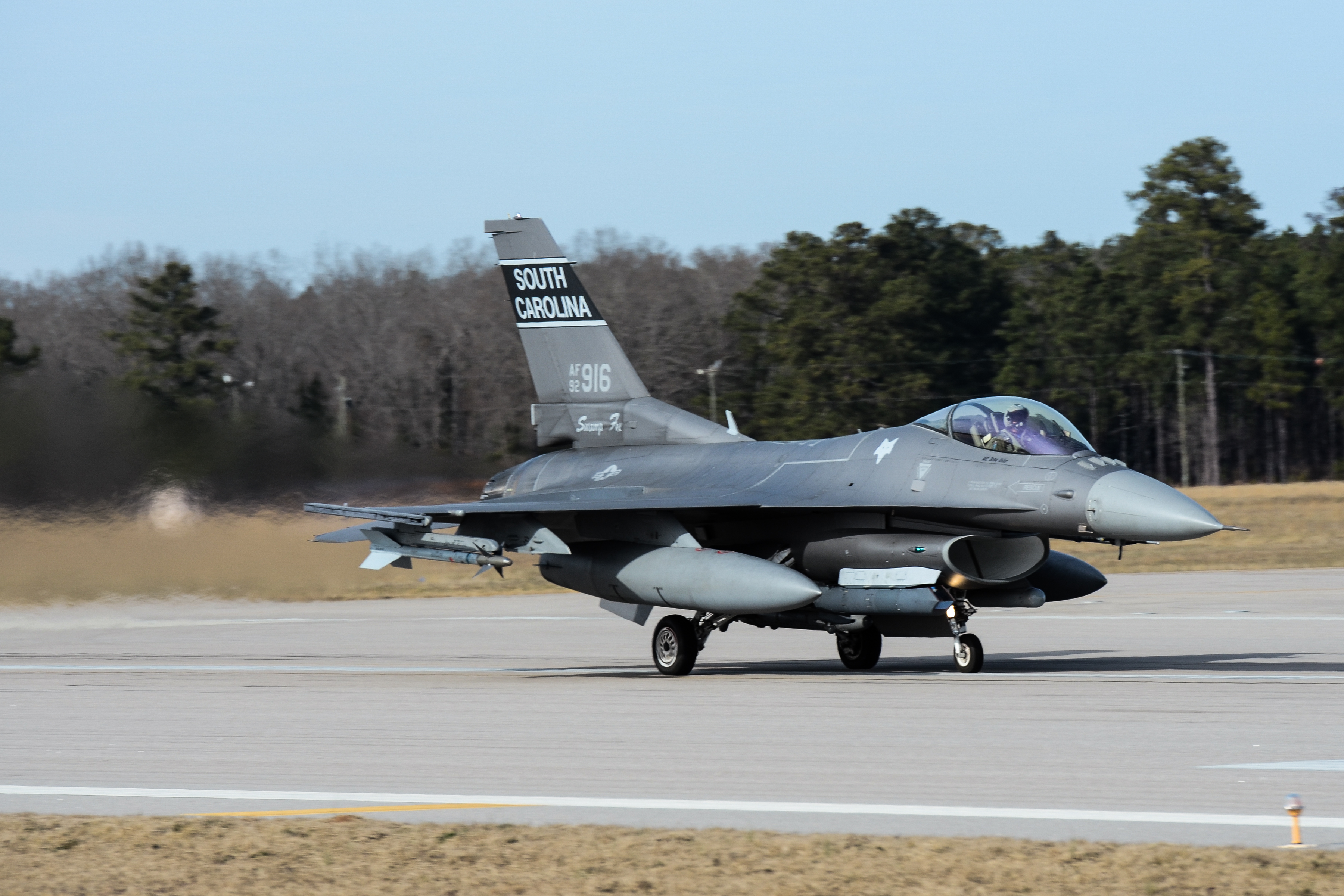
F-16C/D dello Stormo

Il 169th Fighter Wing è uno Stormo da caccia della Carolina del Sud Air National Guard. Riporta direttamente all'Air Combat Command quando attivato per il servizio federale. Il suo quartier generale è situato presso la McEntire Joint National Guard Base, Carolina del Sud.

## Organizzazione
Attualmente, al settembre 2017, esso controlla:
- 169th Operations Group
  - 169th Operations Support Squadron
  -  157th Fighter Squadron - Equipaggiato con F-16C/D
All'unità è associato il 316th Fighter Squadron, 495th Fighter Group, Air Combat Command
  - 245th Air Traffic Control Squadron
- 169th Maintenance Group
  - 169th Aircraft Maintenance Squadron
  - 169th Maintenance Squadron
  - 169th Maintenance Operations Flight
- 169th Mission Support Group
  - 169th Civil Engineer Squadron
  - 169th Logistics Readiness Squadron
  - 169th Security Forces Squadron
  - 169th Communications Flight
  - 169th Force Support Squadron
- 169th Medical Group
- 169th Comptroller Flight